# 厚真インターチェンジ
厚真インターチェンジ（あつまインターチェンジ）は、北海道勇払郡厚真町字上厚真にある日高自動車道のインターチェンジ (IC)。
苫小牧東港周文フェリーターミナル（日本海航路）への最寄 IC となっている。

## 歴史
- 1998年（平成10年）7月6日：沼ノ端西IC - 厚真IC間（苫東道路）が開通[3]。
- 2003年（平成15年）8月10日：厚真IC - 鵡川IC間（厚真門別道路）が開通[4]。
- 2005年（平成17年）12月1日：追越車線を下り線（日高方向）に新設し、上り線（苫小牧方向）は延伸して供用開始。

## 周辺
苫小牧東部地域となっている。厚真町役場までは当 IC から約 13 km 離れている。
- 苫小牧東港周文フェリーターミナル（新日本海フェリー）[2]
- 苫東厚真発電所
- 浜厚真駅（JR北海道・日高本線）

## 接続する道路
- 直接接続
  - 北海道道287号厚真浜厚真停車場線

- 間接接続
  - 国道235号（一般道路）

## 隣
E63 日高自動車道（苫東道路 / 厚真門別道路）
(3) 苫東中央IC - (4) 厚真IC - (5) 鵡川IC